# Аппенцелльские войны
Аппенцелльские войны (нем. Appenzeller Kriege) — серия конфликтов, которые продолжались с 1401 до 1429 год в швейцарской области Аппенцелль. Это были восстания кооперативных групп, таких как крестьяне Аппенцелля или ремесленники города Санкт-Галлен, против традиционной средневековой структуры власти в лице Габсбургов и князя-аббата монастыря Святого Галла.

## Предпосылки
Аппенцелль находился под личным контролем настоятеля Санкт-Галлена. В то время как князь-аббат назначал агентов или судебных приставов, сообщества в Аппенцелле управлялись советом, назначенным сельской общиной, в которой каждый гражданин мог голосовать. Успех Швейцарской Конфедерации с аналогичными сельскими общинами против аристократических Габсбургов призвал граждан Аппенцелля рассмотреть сброс агентов монастыря. Примерно в 1360 году конфликты на почве прав на выпас, налогов и десятины вызывали озабоченность с обеих сторон. Настоятель и фермеры из Аппенцелля хотели защитить свои права и интересы, присоединившись к новому Швабскому союзу. В 1377 году Аппенцелль разрешили вступить в Лигу при поддержке городов Констанц и Санкт-Галлен. При поддержке Лиги, Аппенцелль отказался платить многие налоги, которые требовал аббат Куно фон Штоффельн. В ответ на потерю дохода от своих имений, Куно пошёл к австрийским Габсбургам за помощью. В 1392 году он заключил соглашение с Габсбургами, которое было продлено в 1402 году. В ответ в 1401 году Аппенцелль вступил в союз с городом Санкт-Галлен, чтобы защитить свои права и свободы.

## Ход войны
После возрастающих конфликтов между аппенеллерцами и агентами монастыря, в том числе судебным приставом Аппенцелля, началось восстание. В определенный день народ напал на судебных приставов и выгнал их из земли. После неудачных переговоров Аппенцелль и Санкт-Галлен заключили договор. Этот договор обеспечил перерыв в конфликте. Видимо, опасаясь Габсбургов, в 1402 году Лига исключила Аппенцелль из своего состава. В том же году Санкт-Галлен договорился с настоятелем и Аппенцелль уже не мог рассчитывать на поддержку Санкт-Галлена. Аппенцелль заявил о своей готовности противостоять настоятелю, и в 1403 году заключил союз с кантоном Швиц, членом Старой Швейцарской Конфедерации, который победил австрийцев в прошлом веке. В ответ на это Лига собрала армию и прошла в Санкт-Галлен, прежде чем отправиться к Аппенцеллю.
В мае 1403 года прошли первые битвы. 15 мая 1403 года они вошли в передачу в Шпайхер, недалеко от деревни Vögelinsegg встретил армию Аппенцелль. Небольшое усилие около 80 Appenzellers начал атаку с холма на долину, около 300 солдат из Швиц и 200 от Гларус передвигаться флангах армии. Когда конница Лиги взбиралась в гору, она встретилась с 2000 Appenzellers и была вынуждена отступить. Во время отступления около 1000 солдат Лиги были убиты. Впоследствии Лига подписала мирный договор с Аппенцеллем на Арбоне, но мир этот был недолгим.

## Независимость Аппенцелля
Уже в 1411 году Аппенцелль подписал оборонительный договор со всей Швейцарской Конфедерацией (кроме Берна), который усилил позиции города против настоятеля. Аппенцелль присоединился к Конфедерации в качестве «ассоциированного члена», и не был полноправным ее членом до 1513 года. В последующие годы город отказался платить налоги, чем вызвал сильный гнев настоятеля. Тем не менее, в 1421 году Конфедерация поддержала притязания аббата Сант-Галлена, и Людвиг III потребовал от города выплату всех долгов. Однако Аппенцель проигнорировал претензию императора, из-за чего Людвиг III отправляет на город армию под руководством Фридриха VII фон Тоггенбурга, которому удалось войти в Аппенцель в 1428 году, разбив 2 октября аппенцелльское ополчение в битве при Летце. Поэтому в 1429 Аппенцелль был вынужден погасить все задолженности и выплатить сверх того контрибуцию аббатству в 1000 фунтов стерлингов, но признавая Аппенцелль частью Швейцарской Конфедерации, аббатство Сант-Галлена значительно укротило свои бюрократические прерогативы, позволив развиваться городу в более суверенном направлении.